# Zeuxine assamica
Zeuxine assamica là một loài thực vật có hoa trong họ Lan. Loài này được I.Barua & K.Barua miêu tả khoa học đầu tiên năm 1997.